# Den maskerade hertigen
Den maskerade hertigen är en österrikisk dramafilm från 1935 i regi av Erich Engel. Huvudrollen görs av Rudolf Forster som spelar en dubbelroll, dels en hertig, dels en skådespelare som spelar honom.
Engel inriktade sig i hemlandet Tyskland på att regissera komedifilmer under 1930-talet, mycket för att slippa regissera propagandafilmer. Med denna österrikiska film gjorde Engel en protest mot totalitära regimer genom att maskera filmen till historiskt drama. Filmen innehåller bland annat en scen där en officer vägrar utföra en order av en minister att ge eld in i en folkmassa.

## Rollista
- Rudolf Forster - Friedrich Theodor, hertig / Florian Reiter
- Christl Mardayn - Comtesse Beate
- Paul Wegener - von Creven
- Hans Moser - Melchior Pfennig
- Grit Haid - Minna
- Hilde von Stolz - Karola von Roedenau
- Franz Schafheitlin - Blanchet
- Alfred Neugebauer - ceremonimästare
- Rudolf Carl - hovastrolog